# Lobodillo hunti
Lobodillo hunti är en kräftdjursart som beskrevs av Albert Vandel1973. Lobodillo hunti ingår i släktet Lobodillo och familjen Armadillidae. Inga underarter finns listade i Catalogue of Life.